# Doxocopa laurentia

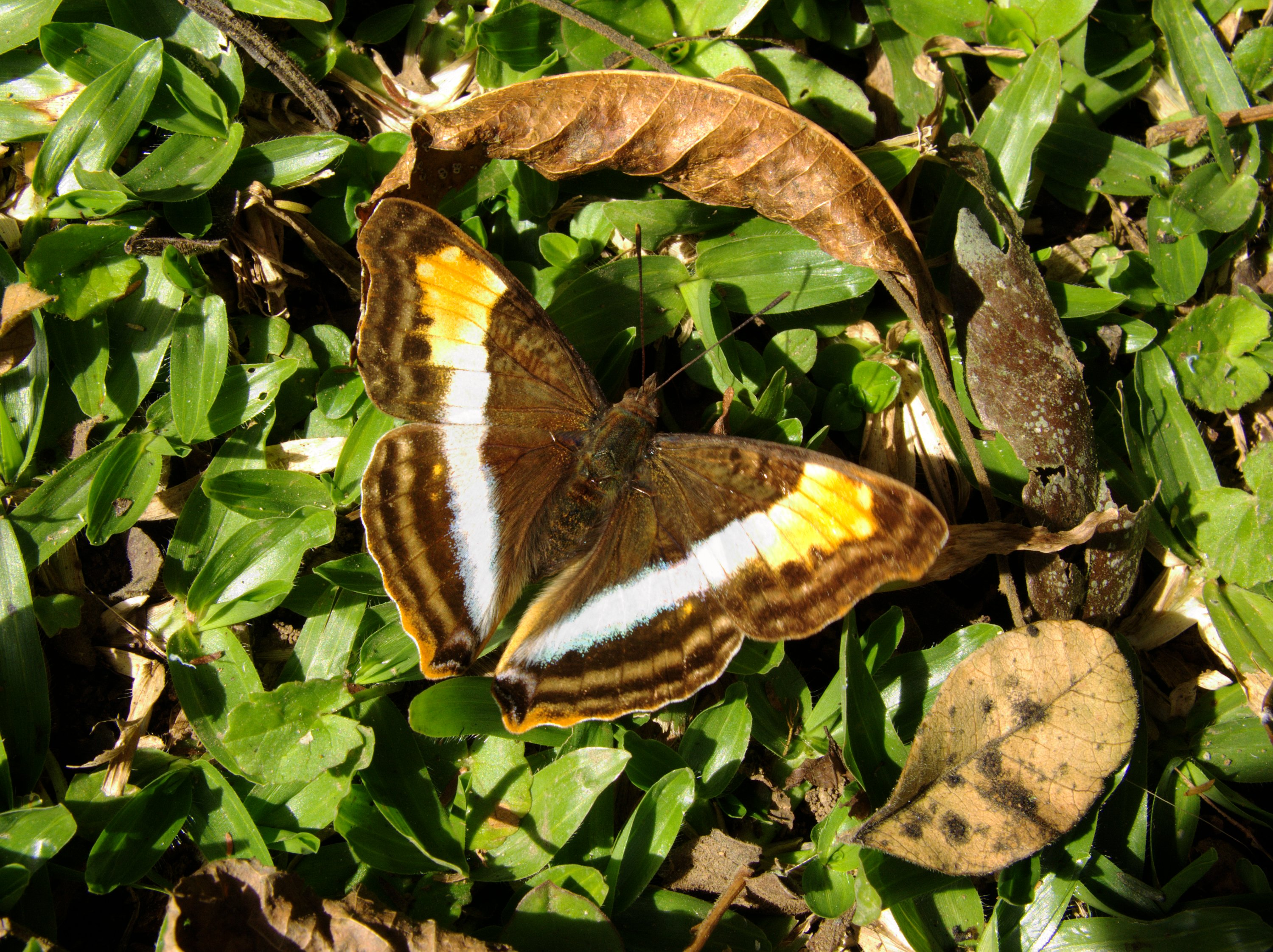
Weibchen, Oberseite

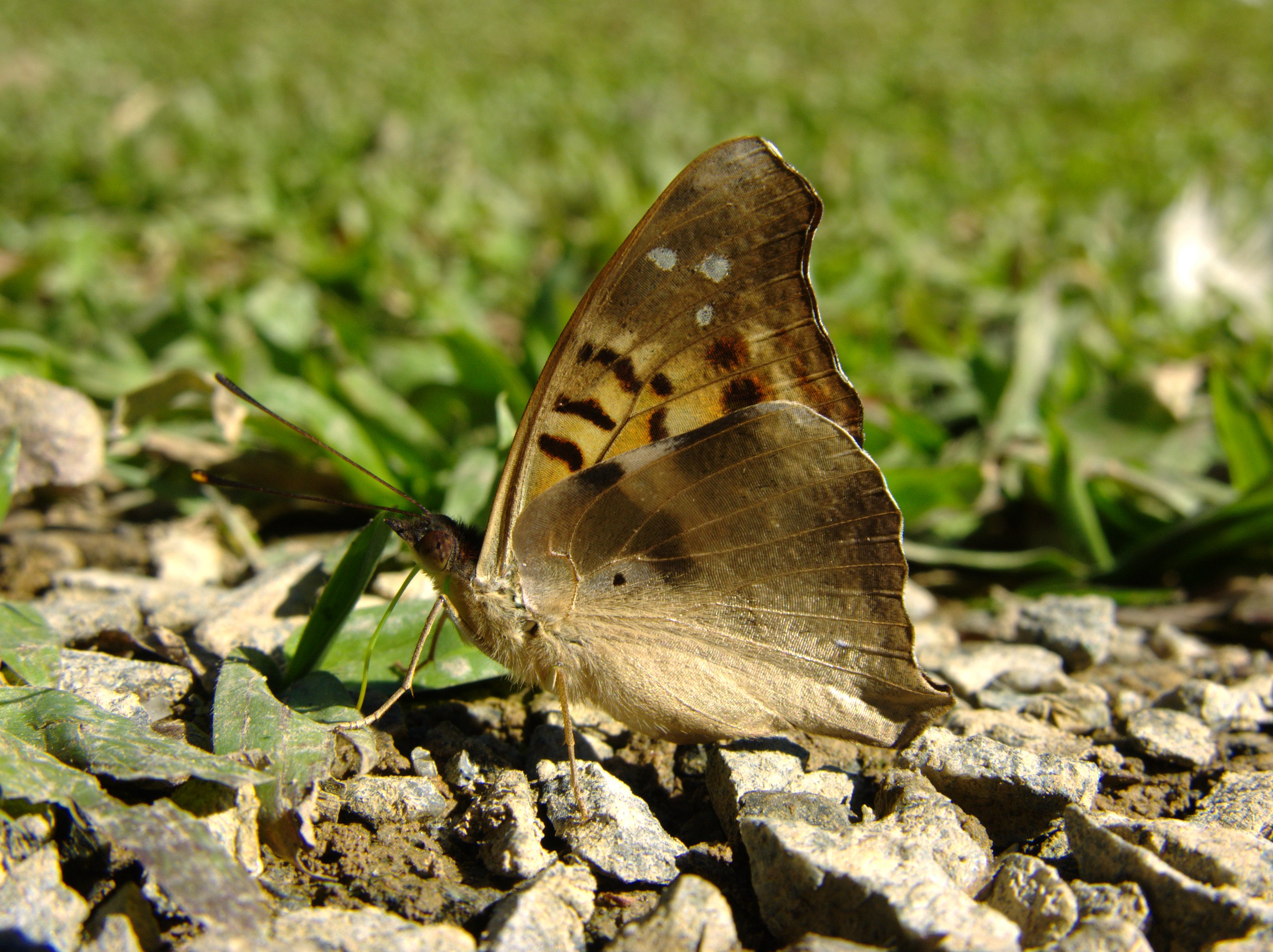
Männchen, Unterseite

Doxocopa laurentia ist ein in Mittel- und Südamerika vorkommender Schmetterling (Tagfalter) aus der Familie der Edelfalter (Nymphalidae).

## Merkmale

### Falter
Die Flügelspannweite der Falter beträgt ungefähr 75 Millimeter. Der Flügelaußenrand ist gezackt. Die Art zeichnet sich durch einen starken Sexualdimorphismus aus. Beide Geschlechter haben eine schwarzbraune Flügeloberseite. Bei den Männchen ist diese mit breiten metallisch blauen oder türkisfarbenen irisierenden Längsstreifen versehen, die bei den Weibchen weiß sind. Diese zeigen außerdem einen großen gelben Fleck nahe am Apex. Bei beiden Geschlechtern ist die Flügelunterseite gelbgrau und mit einem meist schwachen dunklen Querband durchzogen.

### Raupe
Die Raupen ernähren sich von den Blättern von Zürgelbäumen (Celtis). Wenn sie ausgewachsen sind, haben sie eine grüne Farbe, sind stark in Richtung des Analsegments verjüngt und zeigen ein Paar deutliche Hörner am Kopf.

### Ähnliche Arten
Weibliche Falter von Doxocopa laure und Doxocopa pavon haben eine große Ähnlichkeit zu Doxocopa laurentia, unterscheiden sich jedoch in erster Linie durch die graue oder braune Flügelunterseite, die einen silbrigen oder weißlichen Schimmer zeigt.

## Verbreitung, Unterarten und Lebensraum
Neben der in Brasilien vorkommenden Nominatform Doxocopa laurentia laurentia sind zwei weitere Unterarten bekannt:
- Doxocopa laurentia cherubina (Felder & Felder, 1867), in Mittelamerika, Kolumbien, Bolivien und Peru
- Doxocopa laurentia thalysia (Fruhstorfer, 1907), in Ecuador

Die Art besiedelt hauptsächlich subtropische Wälder in Höhenlagen zwischen 300 und 1600 Metern. In Peru ist sie auf die östlichen Hänge der Anden beschränkt.

## Lebensweise
Die Männchen sind sehr standorttreu. Sie saugen zuweilen an feuchten Erdstellen, überreifen Früchten, Aas oder Exkrementen. Die Weibchen halten sich nahezu ständig in den höheren Baumregionen auf.